# Tayo – malý autobus
Tayo – malý autobus (korejsky 꼬마버스 타요; anglicky Tayo the Little Bus) je jihokorejský počítačově animovaný televizní seriál vytvořený společností Iconix Entertainmant, EBS a metropolitní vládou Soulu. Pořad se začal vysílat v Jižní Koreji na EBS v roce 2010 a anglicky dabovaná verze se začala vysílat na Disney Junior v roce 2012. V Spojených státech amerických a Kanadě se pořad vysílá na streamovací platformě Hulu a třetí a čtvrtá sezóna na Netflixu. V Indonésii je distribuován televizí RTV.
Pořad je o čtyřech autobusech ve městě osídleném vozidly. Je k dispozici v korejštině, angličtině, španělštině, japonštině, turečtině, indonéštině, němčině a ruštině na kanálu YouTube produkční společnosti Tayo.

## Postavy
| jméno  | číslo       | barva            | popis |
| ------ | ----------- | ---------------- | --- |
| Tayo   | Bus 120     | modrá            | je přátelský, hravý a někdy i rozpustilý. Je to hlavní hrdina seriálu. |
| Rogi   | Bus 1000    | zelená           | je namyšlený, společenský, rozpustilý, zábavný a zlomyslný, a má také zájem o detektivní práci |
| Lani   | Bus 02      | žlutá            | je roztomilá, veselá, laskavá a milá, je však bázlivá, citlivá a temperamentní. Nesnáší hádky a často dělá prostředníka mezi Tayem a Rogim.                                                              |
| Gani   | Bus 1339    | červená          | je pracovitý, srdečný a plachý, ale zároveň lehce bázlivý a nejistý. |
| Peanut | Bus 03      | bílá a tyrkysová | je ekologický městský a turistický autobus, který je dobromyslný, laskavý a jemný. Jméno získal, protože ja na vrcholu tvarován jako arašíd (peanut je anglicky arašíd). Někdy dokáže způsobit neplechu. |
| Trammy | Tramvaj 270 | fialová          | je městská tramvaj, která byla představena ve 4. sezóně spolu s Peanutem. |
| Sky    |             |                  | je řídícím centrem, nachází se na vrcholu hory poblíž přehrady a je dostupné z horské tramvajové a autobusové zastávky.                                                                                  |